# IPE Nhapecan
O IPE-02 Nhapecan é uma família de planadores biplace para instrução e treinamento, projetada pelo engenheiro João Carlos Pessoa Boscardin e produzida pela empresa brasileira IPE Aeronaves (Indústria Paranaense de Estruturas). A variante IPE-02b Nhapecan II é o único modelo da família que foi certificado e produzido em série. O tipo é encontrado em diversos aeroclubes do Brasil para instrução primária.

## Desenvolvimento
O desenho do IPE-02b Nhapecan remonta o KW-2 Biguá, desenvolvido pelo engenheiro Kuno Widmaier, e construído pela IPE Aeronaves em 1976. A empresa comprou os direitos de produção do tipo, e enviou um protótipo para avaliação ao Departamento de Ciência e Tecnologia Aeroespacial, no entanto, os resultados dos ensaios indicaram a necessidade de mudanças significativas no projeto.
Ciente do interesse do DAC, Boscardin prosseguiu com o desenvolvimento das mudanças do KW-2 Biguá, realizando o redesenho das asas, empenagens e estrutura, e nomeando a aeronave IPE-02a Nhapecan I, apresentado no Campeonato Brasileiro de Voo a Vela em Bauru de 1979, e na Feira Internacional de Aviação de 1979 em São José dos Campos, junto com o protótipo do Aerotec Urubu.
O protótipo do IPE-02a Nhapecan I  chamou atenção dos representantes do Ministério da Aeronáutica na feira, e uma avaliação pelo Clube de Voo a Vela da Academia da Força Aérea (CVV-AFA) foi agendado.
Os resultados da avaliação resultaram na variante batizada de IPE-02b Nhapecan II, certificado em 1986, encomendado pelo Ministério da Aeronáutica em detrimento do Aerotec Urubu. 70 exemplares do modelo foram comprados para distribuição aos aeroclubes e 10 unidades para a Força Aérea Brasileira.
Uma variante designada IPE-02b Nhapecan III chegou a ser desenvolvida, porém não passou da fase experimental.

## Variantes
A família de planadores IPE Nhapecan é composta por 3 variantes:
- IPE-02a Nhapecan I

Primeiro protótipo da família de planadores, que voou pela primeira vez em 24 de maio de 1979 com matrícula PP-ZQL. Ao menos dois protótipos produzidos, não chegou a ser produzido em série.
- IPE-02b Nhapecan II

Modelo de instrução primária, certificado em 1986, com cerca de 80 exemplares produzidos pela IPE Aeronaves até os anos 1990. 
- IPE-02b Nhapecan III

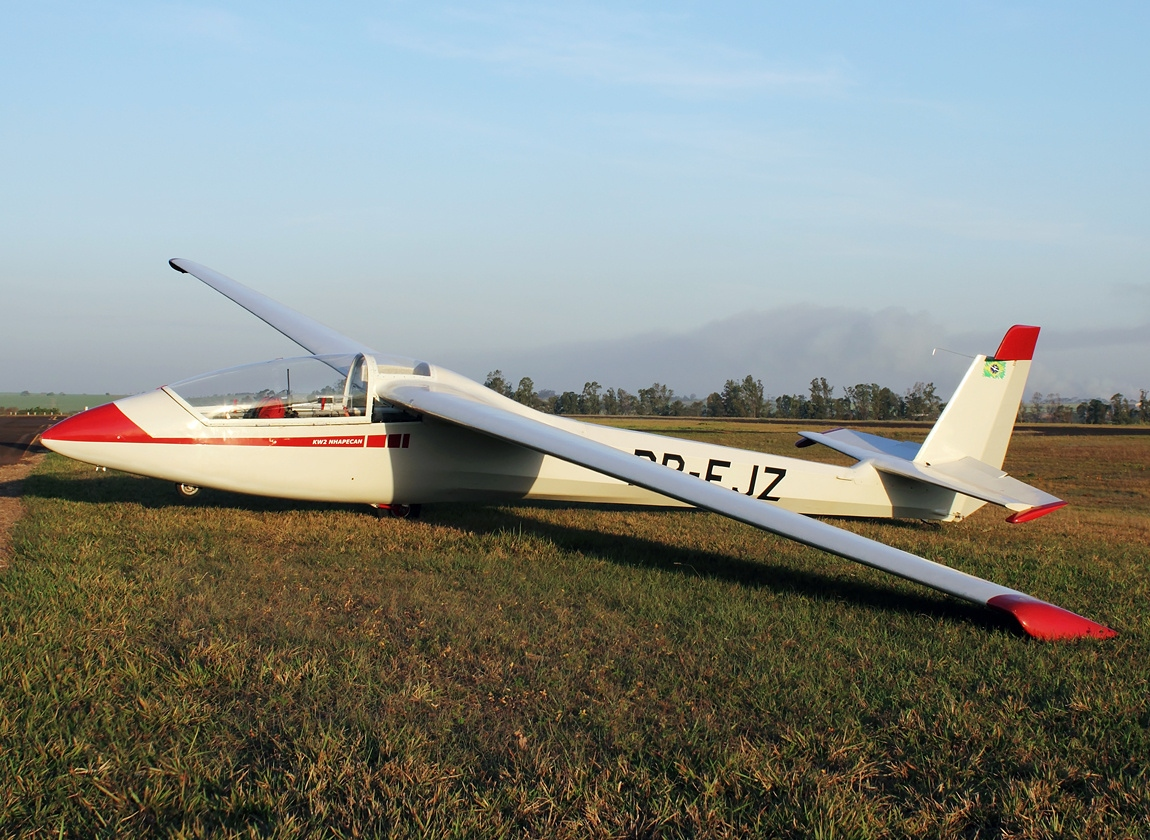
IPE-02B Nhapecan II no Aeroclube de Bebedouro.

Protótipo de versão melhorada da versão II, não chegou a ser produzido em série. Um protótipo construído.